# Arrhopalites benitus
Arrhopalites benitus är en urinsektsart som först beskrevs av James P. Folsom 1896.  Arrhopalites benitus ingår i släktet Arrhopalites och familjen Arrhopalitidae. Inga underarter finns listade i Catalogue of Life.